# الدوري الإيطالي 1959–60
الدوري الإيطالي الدرجة الأولى 1959–60 (بالإيطالية: Serie A 1959-1960)‏ هو موسم من الدوري الإيطالي الدرجة الأولى. أقيم خلال الفترة 20 سبتمبر 1959م وحتى 5 يونيو 1960م، وفاز فيه يوفنتوس.